# Brizio Giustiniani
Brizio Giustiniani (ur. 1713, zm. 1778) – genueński polityk z antycznego rodu Giustiniani.
Doża Genui w okresie od 31 stycznia 1775 do 31 stycznia 1777.